# Beintza-Labaien
Beintza-Labaien és un municipi de Navarra, pertanyent a la comarca de Malerreka dins la merindad de Pamplona.

## Demografia
| Evolució Demogràfica                                       | Evolució Demogràfica | Evolució Demogràfica | Evolució Demogràfica | Evolució Demogràfica | Evolució Demogràfica | Evolució Demogràfica | Evolució Demogràfica | Evolució Demogràfica | Evolució Demogràfica | Evolució Demogràfica |
| 1996                                                       | 1998                 | 1999                 | 2000                 | 2001                 | 2002                 | 2003                 | 2004                 | 2005                 | 2006                 | 2007                 |
| ---------------------------------------------------------- | -------------------- | -------------------- | -------------------- | -------------------- | -------------------- | -------------------- | -------------------- | -------------------- | -------------------- | -------------------- |
| 303                                                        | 300                  | 296                  | 290                  | 291                  | 279                  | 269                  | 264                  | 268                  | 258                  | 258                  |
| Fonts: Beintza-Labaien i Institut d'Estadística de Navarra |                      |                      |                      |                      |                      |                      |                      |                      |                      |                      |